# Tatort: Herzversagen (1989)
Herzversagen ist der 226. Fernsehfilm der Krimireihe Tatort und der neunte vom Saarländischen Rundfunk produzierte Tatort. Die Erstausstrahlung fand am 27. Dezember 1989 statt. Es ist der dritte Fall mit Kommissar Palu als Ermittler. Palu hat es mit Kunstraub im deutsch-französischen Grenzgebiet zu tun.
Die schottische Hard-Rock-Band Nazareth steuerte exklusiv die Ballade "Winner On The Night" als Soundtrack bei.

## Handlung
In einer französischen Kathedrale muss eine ältere Dame den Gottesdienst wegen eines Hustenanfalls vorzeitig verlassen. Bei ihrer Ankunft zuhause stellt sie verwundert fest, dass die Haustür geöffnet ist. Mon dieu – ein wertvolles Gemälde (ein August Macke) fehlt an der Wand. Sie ist aber nicht allein. Der Eindringling erstickt sie eiskalt und nimmt das Gemälde mit.
Kriminalhauptkommissar Max Palu besucht den Kunsthändler Alfred Stein, um einem Hinweis nachzugehen, und bekommt einen Franz Marc für eine knappe Million angeboten. Stein beauftragt seinen Kunstexperten Viebich, Erkundigungen über Palu einzuholen. Die hat er auch schon über seine Frau Renate und Bruder Wolfgang eingeholt, die schon lange ein Verhältnis haben. Gaby, Wolfgang Steins Tochter, weiß nicht nur davon, sondern auch von den kriminellen Machenschaften ihres Onkels. Als die Situation eines Abends eskaliert, bekommt Alfred Stein einen Herzanfall, und Gaby holt schnell das Medikament. Allerdings stehen drei Fläschchen nebeneinander …
Wolfgang Stein fährt noch in der Nacht nach Metz, wo er sich mit dem Kunsträuber Raoul Pascal trifft. Der fordert bei der Geld- und Bildübergabe und später persönlich gegenüber Alfred Stein einen mehr als doppelt so hohen Betrag, da es „gewisse Komplikationen“ gab. Kurze Zeit später sitzt Gaby grübelnd im Gartenhäuschen und entscheidet sich, Alfred Stein aufzufordern, sich von Renate zu trennen. Der reagiert zunächst gewohnt ruppig, erleidet aber wiederholt einen Herzanfall und versucht, seine Digitalis-Medikamente zu erreichen. Gaby zieht das Fläschchen von ihm weg und rennt davon. Zurückgekehrt teilt ihr Renate mit, dass Alfred verstorben sei. Eine Verletzung am Hinterkopf veranlasst den Hausarzt, die Polizei und damit Palu zu rufen. Der Versicherungsvertreter eröffnet Renate Stein, dass die hochdotierte Lebensversicherung bei Herzversagen als Todesursache nicht ausgezahlt wird.
Endlich kommen die Unterlagen der französischen Polizei über den Kunsträuber Raoul Pascal, die einen Zusammenhang zu Alfred Stein bestätigen. Die Hausuntersuchung ergibt zunächst nichts, bis Palu einen Geheimraum entdeckt, in dem sich der Tote Pascal und Bargeld befindet. Palu merkt schon länger, dass Gaby etwas bedrückt und versucht, ihr etwas zu entlocken. Schließlich erzählt sie, wie es kurz vor dem Tod mit den Medikamentenfläschchen war. Die Untersuchungen entlasten Gaby, da ihr Fläschchen geschlossen war und die gesamte Menge des anderen mit einem Herzmittel zum Tode führte. Renate Stein hat ihren Mann damit vergiftet, um die Lebensversicherung zu kassieren.

## Kritik
Die Kritiker der Fernsehzeitschrift TV Spielfilm zeigen den Daumen nach oben und urteilen lakonisch: „Palu - ein stoischer Exzentriker hakt nach“.